# Phần trung tâm của Tây Beskids

Phần trung tâm của Western Beskids, được đánh dấu màu đỏ và được dán nhãn bằng chữ G

Phần trung tâm của Tây Beskids (tiếng Séc: Střední část Západních Beskyd; tiếng Ba Lan: Środkowa część Beskidów Zachodnich) là một tập hợp các dãy núi trải dài qua biên giới phía nam Ba Lan và phía bắc Slovakia. Chúng tạo thành một phần của Tây Beskids, bên trong khu vực Rìa Tây Carpathians.
Theo phân loại địa lý, thuật ngữ Dãy núi Beskid có một số định nghĩa, liên quan đến truyền thống lịch sử và ngôn ngữ đặc biệt. Tùy thuộc vào một phân loại cụ thể, chỉ định Trung tâm liên quan đến Beskids cũng được sử dụng với các ý nghĩa khác nhau. Trong thuật ngữ tiếng Slovak, thuật ngữ Trung Beskids (tiếng Slovak: Stredné Beskydy) được sử dụng để chỉ định phần này của dãy núi Beskid trong vùng Outer Western Carpathians. Trong thuật ngữ Ba Lan, cùng một khu vực cũng được phân loại là phần trung tâm của Tây Beskids, nhưng không theo thuật ngữ Trung Beskids (tiếng Ba Lan: Beskidy Środkowe), vì thuật ngữ đó được sử dụng để chỉ định Beskids thấp của Outer East Carpathians.

## Bộ phận nhỏ

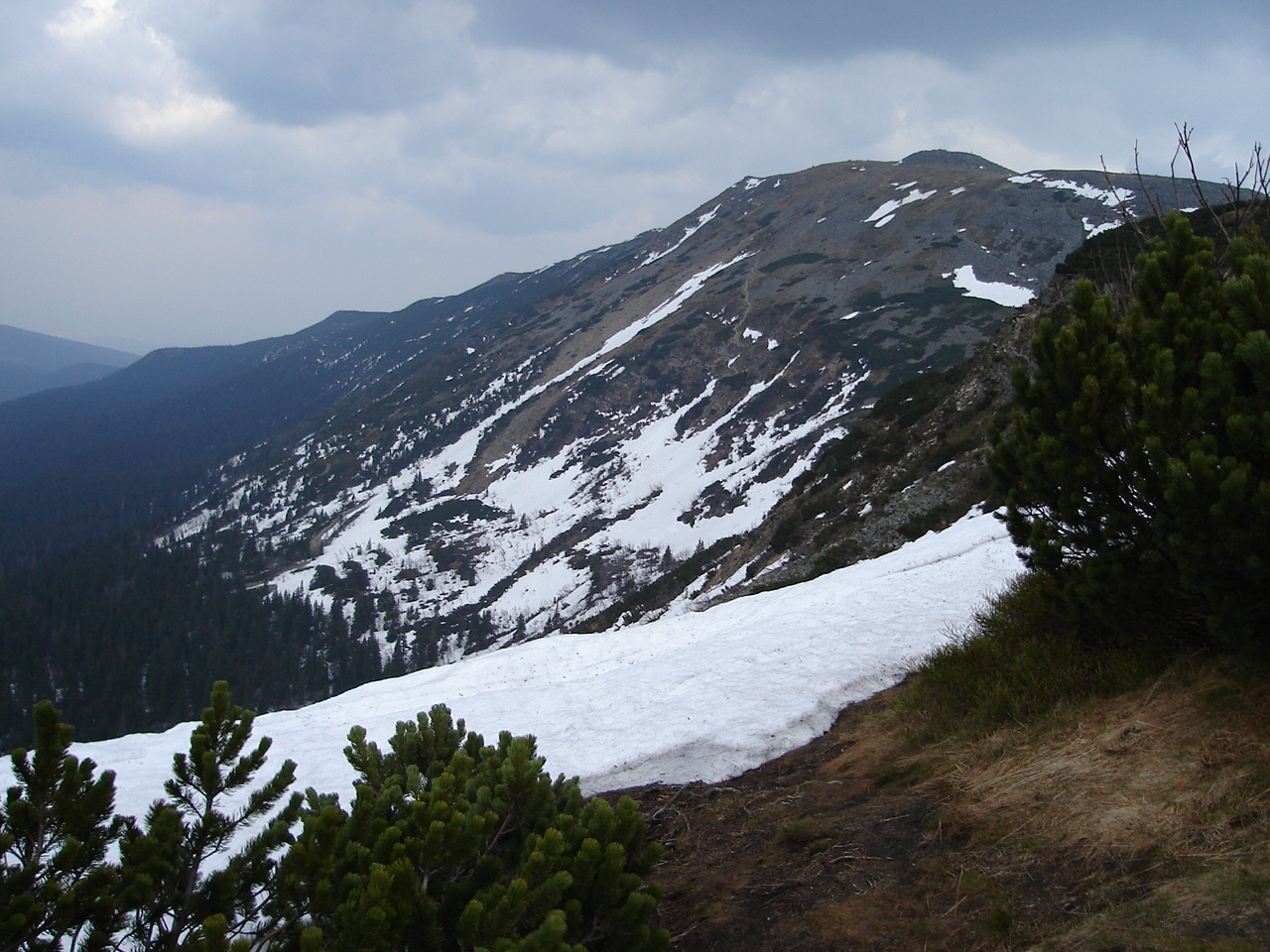
Babia Góra, đỉnh cao nhất của Orava Beskids ở Slovakia

Phần trung tâm của Western Beskids bao gồm các dãy núi sau:
- Orava Beskids (SK: Oravské Beskydy) + Żywiec Beskids (PL: Beskid Żywiecki) (the older SK equivalent of Beskid Zywiecki is "Slovenské Beskydy"- Slovak Beskids or "Kysucko-oravské Beskydy"- Kysuce-Orava Beskids)
- Kysuce Beskids (SK: Kysucké Beskydy) +Żywiec Beskids (PL: Beskid Żywiecki) (the older SK equivalent of Beskid Zywiecki is "Slovenské Beskydy" or "Kysucko-oravské Beskydy")
- Kysuce Highlands (SK: Kysucká vrchovina)
- Orava Magura (SK: Oravská Magura)
- Orava Highlands (SK: Oravská vrchovina)
- Sub-Beskidian Furrow (SK: Podbeskydská brázda)
- Sub-Beskidian Highlands (SK: Podbeskydská vrchovina)